# Liste der Gebietsänderungen in Sachsen 1998
Die Liste der Gebietsänderungen in Sachsen 1998 enthält Änderungen an Gemeindegebieten des Freistaats Sachsen in der Zeit vom 1. Januar 1998 bis zum 31. Dezember 1998. Dazu zählen unter anderem Zusammenschlüsse und Trennungen von Gemeinden, Eingliederungen von Gemeinden in eine andere, Änderungen des Gemeindenamens und Umgliederungen von Teilen einer Gemeinde in eine andere.

In Sachsen kam es im Jahr 1998 zu 37 Gemeindegebietsänderungen, davon 21 Eingliederungen, 14 Umgliederungen sowie zwei Zusammenschlüsse von Gemeinden. In 35 der 37 Fälle besteht die Gemeinde nach Änderung noch, die anderen wurden durch spätere Gebietsänderungen aufgelöst.

## Legende
- Datum: juristisches Wirkungsdatum der Gebietsänderung
- Gemeinde vor der Änderung: Gemeinde vor der Gebietsänderung
- Gebietsänderung: Art der Gebietsänderung
- Gemeinde nach der Änderung: Gemeinde nach der Gebietsänderung
- Landkreis: Landkreis der Gemeinde nach der Gebietsänderung
- OT: Ortsteil

Die Sortierung erfolgt chronologisch: Datum, kreisfreie Städte, Landkreise, aufnehmende oder neu gebildete Gemeinde. Heute noch bestehende Gemeinden sind farbig unterlegt.

## Liste der Gebietsänderungen
| Datum      | Gemeinde vor Änderung                                                                | Gebietsänderung    | Gemeinde nach Änderung | Landkreis                           |
| ---------- | ------------------------------------------------------------------------------------ | ------------------ | ---------------------- | ----------------------------------- |
| 01.01.1998 | Chursbachtal 0,64 Hektar                                                             | Umgliederung nach  | St. Egidien            | Chemnitzer Land                     |
| 01.01.1998 | Lauterbach                                                                           | Eingliederung nach | Marienberg             | Mittlerer Erzgebirgskreis           |
| 01.01.1998 | Mühlbach mit Hausdorf                                                                | Eingliederung nach | Frankenberg            | Mittweida                           |
| 01.01.1998 | Dorfchemnitz                                                                         | Eingliederung nach | Zwönitz                | Stollberg                           |
| 01.01.1998 | Albernau mit Schindlerswerk                                                          | Eingliederung nach | Zschorlau              | Aue-Schwarzenberg                   |
| 01.01.1998 | Fraureuth, Ruppertsgrün mit Beiersdorf, Gospersgrün                                  | Zusammenschluss zu | Fraureuth              | Zwickauer Land                      |
| 01.01.1998 | Niedercrinitz                                                                        | Eingliederung nach | Hirschfeld             | Zwickauer Land                      |
| 01.01.1998 | Spree                                                                                | Eingliederung nach | Hähnichen              | Niederschlesischer Oberlausitzkreis |
| 01.01.1998 | Naunhof                                                                              | Eingliederung nach | Ebersbach              | Riesa-Großenhain                    |
| 01.01.1998 | Spitzkunnersdorf                                                                     | Eingliederung nach | Leutersdorf            | Löbau-Zittau                        |
| 01.01.1998 | Cotta mit Cotta A, Cotta B                                                           | Eingliederung nach | Dohma                  | Sächsische Schweiz                  |
| 01.01.1998 | Höckendorf                                                                           | Eingliederung nach | Laußnitz               | Kamenz                              |
| 01.01.1998 | Kleinröhrsdorf                                                                       | Eingliederung nach | Großröhrsdorf          | Kamenz                              |
| 01.01.1998 | Lohsa 611,2 Hektar mit 191 Einwohnern (Ortsteil Bärwalde)                            | Umgliederung nach  | Boxberg                | Niederschlesischer Oberlausitzkreis |
| 01.01.1998 | Lomnitz                                                                              | Eingliederung nach | Wachau                 | Kamenz                              |
| 01.01.1998 | Wittichenau 0,23 Hektar mit 2 Einwohnern                                             | Umgliederung nach  | Hoyerswerda            | –                                   |
| 01.01.1998 | Hainichen mit Trages                                                                 | Eingliederung nach | Kitzscher              | Leipziger Land                      |
| 01.01.1998 | Lampertswalde                                                                        | Eingliederung nach | Cavertitz              | Torgau-Oschatz                      |
| 18.02.1998 | Röderaue 76,24 Hektar                                                                | Umgliederung nach  | Gröditz                | Riesa-Großenhain                    |
| 01.04.1998 | Wiesa 154,16 Hektar mit 62 Einwohnern                                                | Umgliederung nach  | Annaberg-Buchholz      | Annaberg                            |
| 01.04.1998 | Beiersdorf 0,26 Hektar mit 12 Einwohnern                                             | Umgliederung nach  | Cunewalde              | Bautzen                             |
| 04.04.1998 | Kodersdorf 3,08 Hektar                                                               | Umgliederung nach  | Neißeaue               | Niederschlesischer Oberlausitzkreis |
| 01.07.1998 | Cunersdorf                                                                           | Eingliederung nach | Annaberg-Buchholz      | Annaberg                            |
| 01.07.1998 | Antonsthal mit Antonshöhe                                                            | Eingliederung nach | Breitenbrunn/Erzgeb.   | Aue-Schwarzenberg                   |
| 01.07.1998 | Aue 0,53 Hektar                                                                      | Umgliederung nach  | Lauter/Sa.             | Aue-Schwarzenberg                   |
| 01.07.1998 | Lauter/Sa. 0,5 Hektar                                                                | Umgliederung nach  | Aue                    | Aue-Schwarzenberg                   |
| 01.07.1998 | Schöpstal 10,83 Hektar                                                               | Umgliederung nach  | Görlitz                | –                                   |
| 01.07.1998 | Dörgenhausen                                                                         | Eingliederung nach | Hoyerswerda            | –                                   |
| 01.07.1998 | Podelwitz 352 Hektar mit 168 Einwohnern                                              | Umgliederung nach  | Leipzig                | –                                   |
| 09.07.1998 | Wilsdruff mit Birkenhain, Blankenstein, Helbigsdorf, Kaufbach, Limbach, Grumbach     | Zusammenschluss zu | Wilsdruff              | Weißeritzkreis                      |
| 01.08.1998 | Tirpersdorf 15,39 Hektar                                                             | Umgliederung nach  | Oelsnitz               | Vogtlandkreis                       |
| 01.10.1998 | Großwaltersdorf                                                                      | Eingliederung nach | Eppendorf              | Freiberg                            |
| 01.10.1998 | Auerbach/Vogtl. 2,53 Hektar                                                          | Umgliederung nach  | Rodewisch              | Vogtlandkreis                       |
| 01.10.1998 | Rodewisch 2,96 Hektar                                                                | Umgliederung nach  | Auerbach/Vogtl.        | Vogtlandkreis                       |
| 01.10.1998 | Rebesgrün 0,27 Hektar                                                                | Umgliederung nach  | Auerbach/Vogtl.        | Vogtlandkreis                       |
| 01.10.1998 | Rebesgrün 0,13 Hektar                                                                | Umgliederung nach  | Rodewisch              | Vogtlandkreis                       |
| 01.10.1998 | Rodewisch 0,4 Hektar                                                                 | Umgliederung nach  | Rebesgrün              | Vogtlandkreis                       |
| 01.10.1998 | Mülsen St. Niclas 0,55 Hektar                                                        | Umgliederung nach  | Lichtenstein/Sa.       | Chemnitzer Land                     |
| 01.10.1998 | Hopfgarten mit Grünau                                                                | Eingliederung nach | Großolbersdorf         | Mittlerer Erzgebirgskreis           |
| 01.10.1998 | Kleinwelka 646,57 Hektar mit 581 Einwohnern (Ortsteile Cölln, Großbrösern, Milkwitz) | Umgliederung nach  | Radibor                | Bautzen                             |
| 01.10.1998 | Hinterhermsdorf                                                                      | Eingliederung nach | Sebnitz                | Sächsische Schweiz                  |
| 01.11.1998 | Bräunsdorf                                                                           | Eingliederung nach | Limbach-Oberfrohna     | Chemnitzer Land                     |

## Quelle
- Statistisches Landesamt Sachsen: Gebietsänderungen ab 1. Januar 1996 bis 31. Dezember 1998 (XLSX-Datei; 40 kB)